# Le Petit Niçois
 (novembre 2017).
Le Petit Niçois est un périodique fondé le 29 septembre 1879 par le député-maire Alfred Borriglione et il paraît quotidiennement jusqu’à la fin de la Seconde Guerre mondiale. Il est à l'origine de sensibilité centre gauche.
Il est republié en tant que mensuel à partir du 30 septembre 1996.

## Histoire

### Première période

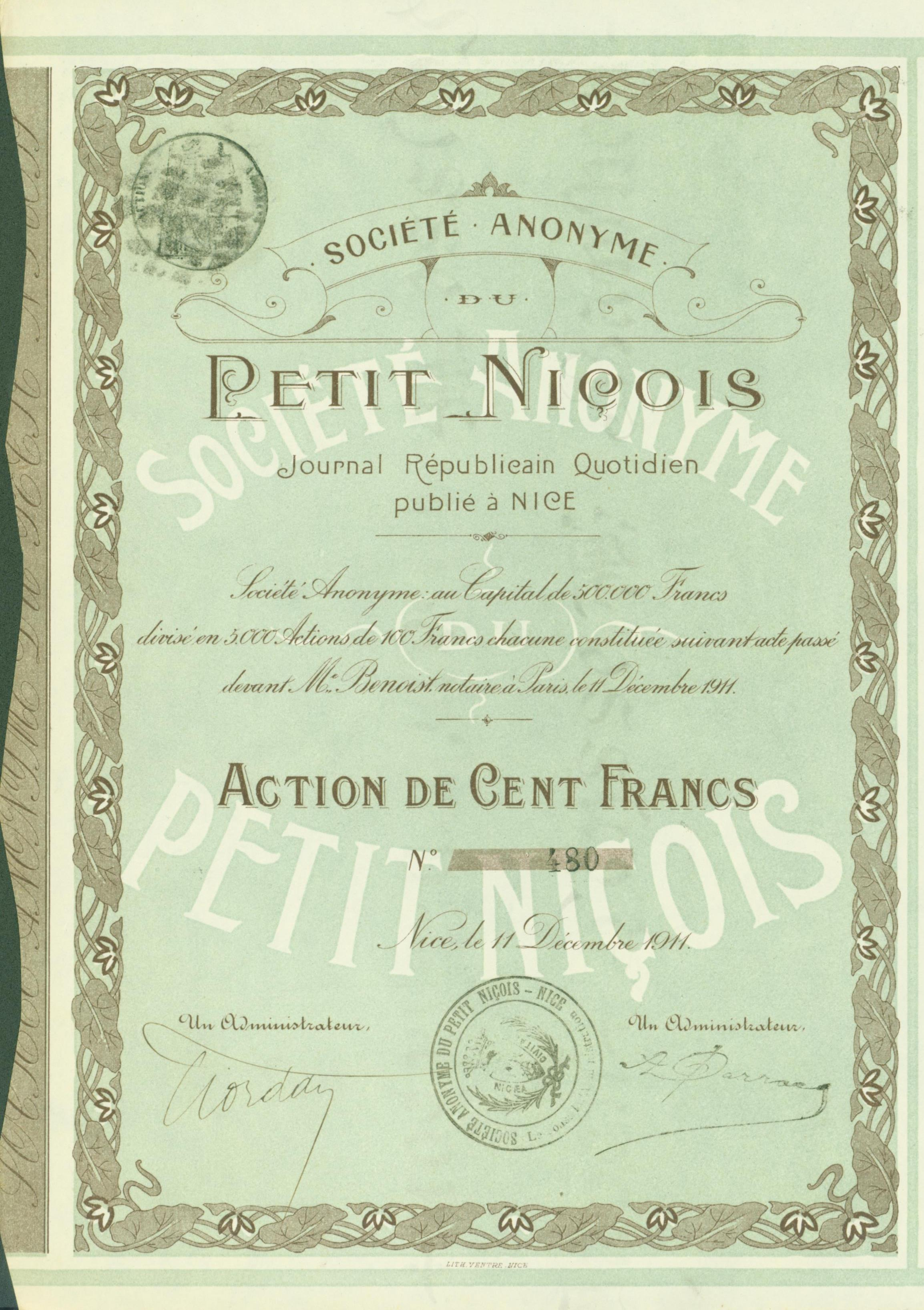
Action de la S. A. du Petit Niçois en date du 11 decembre 1911.

Paul Gordeaux y entre en octobre 1909, dans une rédaction comportant Victor Emanuel, Édouard Cristini, Honoré Tourniaire, Henri Giraud, Auguste Verquière, Pierre Borel, Pierre Goux, D. J. Mari, Pierre Rocher, Louis Ravel, Victor Sayac… où il tient la place de chef de nombreuses rubriques, dont la page des spectacles.
Le Petit Niçois de l’époque était dirigé depuis peu par le jeune député (et également promoteur immobilier) Alfred Donadei, après Dominique Durandy et Jules Letainturier, gendres du fondateur Alfred Borriglione. Dans les années 1920, il est dirigé par Pierre Bermond, vice-président du conseil général des Alpes-Maritimes. Le journal est rattaché au groupe de presse l'Omnium Républicain de la Presse, détenu par Raymond Patenôtre.
La Seconde Guerre mondiale l’a rattrapé définitivement avec une exécution sommaire du directeur de la publication et du rédacteur en chef, pour des supposés faits de collaboration. Ses rotatives ont rejoint Nice-Matin alors que celles de son concurrent historique, L'Éclaireur de Nice (centre droit) sont prises par Le Patriote niçois avec les mêmes conséquences pour ses dirigeants.
Le Petit Niçois est cité au chapitre 4 du roman historique La Baie des Anges (1976) de Max Gallo. Léo Ferré y a travaillé comme critique musical pigiste.

### Seconde création
Le Petit Niçois renaît le 30 septembre 1996 et en tant que journal mensuel régional appartenant au groupe Édition d'azur. Il sort chaque mois, puis d’une manière hebdomadaire à partir du 4 juin 1997 et tiré chaque semaine à plus de 50 000 exemplaires. Sa zone de diffusion s’étend de Menton à Antibes pour Le Petit Niçois, puis d’Antibes à Théoule-sur-Mer pour Le Cannois.
En décembre 1999, Robert Verdoia, photographe du journal, le reprend et le gère jusqu’en 2008 où il est racheté par Stéphane Cherki, président de Floreo et maire d’Èze, qui sauve le titre de la faillite en investissant un million d’euros et qui gardera son exploitation jusqu’en 2011, avant de céder la licence à Michel Alves, directeur de la publication du mensuel Entrevue et de la Sarl Éditions d'Azur qui exploitera le titre jusqu’en 2016 avant de laisser sa place à la SAS Les éditions azuréennes présidée par Chantal Garel.
En juillet 2017, l’équipe de rédaction et Véronique Larosa directrice de la publication, ont décidé de repartir sur un nouveau modèle économique : un mensuel gratuit centré sur un territoire (au moins trois communes) en choisissant la forme juridique associative, l’association Nice Actus, l'organe de presse.
Aux titres Le Petit Niçois et Le Cannois, se sont ajoutés L’Antibois (Communauté d'agglomération Sophia Antipolis) et Le Villeneuvois (La Colle-sur-Loup et Saint-Paul-de-Vence), puis trois nouveaux supports, Le Mentonnais, Le Villefranchois qui reparaît, et Le Grassois.
Le tirage aussi évolue passant de 50 000 exemplaires à plus de 140 000, la distribution se faisant presque à 50 % en boîtes aux lettres et à 50 % dans des points fixes chez les commerçants, les cinémas, les institutions culturelles, les mairies, les offices de tourisme…
Tous les journaux répondent au même principe : une moitié de pages dédiées au territoire concerné, l’autre moitié en pages communes à tous les titres. Les rubriques ont toujours la même colonne vertébrale, la politique, le sport, la culture, l’économie et les événements locaux au service d’une actualité. Un édito commun est signé Pascal Gaymard.
Nice Actus est un éditeur de presse papier et « Pure player », ayant pour mission l’information professionnelle locale à caractère politique et général.